# 哈薩克斯坦的阿塞拜疆人
哈薩克斯坦的阿塞拜疆人，是指來自阿塞拜疆的有哈薩克斯坦公民權的居民。
根據2009年人口普查，有85,292名阿塞拜疆人生活在哈薩克斯坦，佔全國人口0.5%，也是全國第十大少數民族。
他們多數來自阿塞拜疆，另一小部分是伊朗阿塞拜疆人。